# 田村和久
田村 和久（たむら かずひさ、1957年3月 - ）は、日本の実業家。巣鴨信用金庫前理事長。

## 人物・経歴
1957年3月、東京都生まれ。1979年3月、立教大学社会学部社会学科卒業。
1989年、巣鴨信用金庫入庫。企画・業務部門、営業店舗を経て、1997年、40歳にして巣鴨信用金庫理事長に就任。
「喜ばれることに喜びを」をモットーに掲げ、これまで9時開店前に入口に並んでいた顧客たちが開店前であっても店内へ入店できる「8:55オープンサービス」や、本店を開放して休憩所として提供する「おもてなし処」サービスを提供するなど、経営者として顧客志向の経営を行っている。また、金融機関の窓口は15時で閉じるという常識の中、同金庫では15時以降も職員が待機して午後7時までフェイストゥフェイスで接客する。さらに、窓口係には、毎年10万円のホスピタリティ経費が与えられ、顧客に喜ばれるホスピタリティ向上のために活用する権限があり、リッツカールトンのような仕組みを取り入れている。
2004年には『日経ビジネス』が実施した「学生が選ぶ企業の採用活動満足度ランキング」で、巣鴨信用金庫は第1位を獲得している。
2022年6月、理事長を退任。